# كوريا للطيران الرحلة 85
كوريا للطيران الرحلة 85 هي رحلة طيران من سول إلي نيويورك عبر أنكوريج في 11 سبتمبر 2001 وأختطفت الرحلة الكورية وحاول الكابتن الكوري الهبوط بطائرة بوينج 747-4B5 في مطار إريك نيلسن وايت هورس الدولي بمدينة وايت هورس بولاية يوكون بدولة كندا وألقي القبض علي المختطفين في كندا ونجا جميع الركاب والطاقم البالغ عددهم 238 شخصا دون أذي وكان خامس طائرة تختطف في أحداث 11 سبتمبر 2001